# Luku Melolo
Luku Melolo är ett vattendrag i Indonesien.   Det ligger i provinsen Nusa Tenggara Timur, i den södra delen av landet, 1 600 km öster om huvudstaden Jakarta. Luku Melolo ligger på ön Pulau Sumba.